# Брасловче (община)
Община Брасловче (словен. Občina Braslovče) — одна з общин в центральній Словенії. Адміністративним центром є місто Брасловче. Характеризується родючими долинами і лісами. Брасловче —  є одним з найстаріших поселень в Словенії.

## Населення
У 2011 році в общині проживало 5352 осіб, 2688 чоловіків і 2664 жінок. Чисельність економічно активного населення (за місцем проживання), 2215 осіб. Середня щомісячна чиста заробітна плата одного працівника (EUR), 882,60 (в середньому по Словенії 987.39). Приблизно кожен другий житель у громаді має автомобіль (54 автомобілі на 100 жителів). Середній вік жителів склав 41,6 роки (в середньому по Словенії 41.8). 